# Gheorghe Mureşan
Gheorghe Dumitru Mureşan (Tritenii de Jos, Cluj, R.S. de Rumanía; 14 de febrero de 1971) es un exjugador de baloncesto rumano que disputó 6 temporadas en la NBA. Mide 2,31 metros de altura y se le considera el jugador más alto que ha jugado en la historia de la NBA, superando por unos milímetros al sudanés Manute Bol. A diferencia de este, el enorme tamaño de Mureşan es resultado de la acromegalia, desorden de la glándula pituitaria.

## Biografía

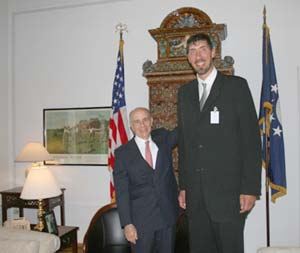
Gheorghe Muresan (dcha.) con el embajador de los Estados Unidos en Rumanía.

Mureșan nació en el seno de una familia pobre en el distrito de Cluj, en Rumania. Tanto su padre como su madre son de estatura normal.
Jugó baloncesto universitario en la Universidad de Cluj. Su primer contrato fue en liga francesa, donde jugó en el Pau-Orthez. La NBA mostró un gran interés en él, y fue elegido por los Washington Bullets en el Draft de 1993 en el puesto número 30 de segunda ronda (previamente, Washington había elegido a Calbert Cheaney en el puesto número 6).
Mureșan jugó en la NBA desde el año 1993 hasta el 2000, mostrando señales de una carrera prometedora pero limitada, debido a las lesiones. En la temporada 1995-96 fue elegido el Jugador Más Mejorado de la NBA, con promedios de 14,5 puntos, 9,6 rebotes y 2,26 tapones por partido. En los últimos 31 partidos de su carrera, formó parte de los New Jersey Nets.
Sus estadísticas medias en sus 6 temporadas en la NBA fueron de 9,8 puntos, 6,4 rebotes, 0,5 asistencias y 1,48 tapones, con un porcentaje de tiros de campo de un 57,3%.
Una vez retirado de la NBA volvió a jugar en Pau-Orthez de Francia durante dos años, para dejar definitivamente el baloncesto, y regresar a Nueva Jersey con su familia.

## Actividades al margen del baloncesto
Participó como actor principal en la película estadounidense My Giant (1998) junto con el actor Billy Crystal. También apareció en el vídeo musical de la canción del rapero estadounidense Eminem «My Name Is».

## Vida personal
Gheorghe Mureșan está casado con la rumana Liliana Lazar, una profesora de Nutrición del Montgomery College con la que se casó en el juzgado de Arlington, con la que tiene dos hijos George y Victor. Tras su retirada primero residieron en Franklin Lakes, Nueva Jersey, pero se mudaron a los suburbios de Washington D. C..
Desde la temporada 2016-2017 su hijo mayor, George, jugó al baloncesto de manera informal, sin pertenecer al equipo, en la Universidad de Georgetown. Su hijo menor, Victor (de 6'10" y 190 libras de peso), jugó de igual manera durante la temporada 2020-2021 para la misma universidad.

## Estadísticas de su carrera en la NBA
|  | Líder de la liga |

### Temporada regular
| Año     | Equipo     | PJ  | PT  | MPP  | %TC  | %3P  | %TL  | RPP | APP | ROB | TPP | PPP  |
| ------- | ---------- | --- | --- | ---- | ---- | ---- | ---- | --- | --- | --- | --- | ---- |
| 1993–94 | Washington | 54  | 2   | 12.0 | .545 | .000 | .676 | 3.6 | .3  | .5  | .9  | 5.6  |
| 1994–95 | Washington | 73  | 58  | 23.6 | .560 | .000 | .709 | 6.7 | .5  | .7  | 1.7 | 10.0 |
| 1995–96 | Washington | 76  | 76  | 29.5 | .584 | .000 | .619 | 9.6 | .7  | .7  | 2.3 | 14.5 |
| 1996–97 | Washington | 73  | 69  | 25.3 | .604 | .000 | .618 | 6.6 | .4  | .6  | 1.3 | 10.6 |
| 1998–99 | New Jersey | 1   | 0   | 1.0  | .000 | .000 | .000 | .0  | .0  | .0  | .0  | .0   |
| 1999–00 | New Jersey | 30  | 2   | 8.9  | .456 | .000 | .605 | 2.3 | .3  | .0  | .4  | 3.5  |
| Total   | Total      | 307 | 207 | 21.9 | .573 | .000 | .644 | 6.4 | .5  | .6  | 1.5 | 9.8  |